# 2009 en Guinée
2007 en Guinée - 2008 en Guinée - 2009 en Guinée - 2010 en Guinée - 2011 en Guinée
2007 par pays en Afrique - 2008 par pays en Afrique - 2009 par pays en Afrique - 2010 par pays en Afrique - 2011 par pays en Afrique]

## Chronologie

### Janvier 2009
- Mercredi 7 janvier 2009 : au total, 17 militaires, dont plusieurs proches du défunt président Lansana Conté, et trois civils ont été arrêtés par la junte depuis le coup d'État du 23 décembre et sont toujours détenus à Conakry.

- Vendredi 9 janvier 2009 :
  - Trois généraux arrêtés lors du coup d'État du 23 décembre et mis à la retraite d'office sont libérés. Il s'agit du général de division Diarra Camara, ancien chef d'état-major de l'armée, du vice-amiral N'fali Daffé, ancien chef d'état-major de la marine et du contre-amiral Fassiriman Traoré, ancien adjoint du chef d'état-major de la marine et le Général El hadj Banfa Dabo chef d'État Major de la région administrative de Kindia et 13 autres militaires et 3 civils restent emprisonnés.
  - Les chefs de l'État de la Communauté économique des États de l'Afrique de l'Ouest (CEDEAO) ont suspendu la Guinée des activités de l'organisation, à la suite du putsch de la junte militaire.

- Mercredi 28 janvier 2009 : des chenilles légionnaires en provenance du Liberia ont investi depuis le week-end l'extrême sud-est de la Guinée y dévorant la végétation sur leur passage selon une source gouvernementale. Plusieurs localités de la préfecture de Yomou, à 600 km au sud-est de Conakry, ont été envahies par les insectes ravageurs.

### Février 2009
- Vendredi 6 février 2009 : la junte militaire annonce vouloir organiser des élections pour le dernier trimestre 2009 mais sans préciser le type de scrutin : « Le conseil national pour la démocratie et le développement (CNDD, junte) engage le ministre de l'Administration du territoire et des affaires politiques et le président de la Commission électorale nationale indépendante (Céni) à respecter les engagements pris devant le peuple de Guinée et la communauté internationale d'organiser des élections libres, transparentes et crédibles pendant le dernier trimestre 2009 ». Initialement la junte avait annoncé des élections pour décembre 2010.

### Mars 2009
- Mardi 23 mars 2009 : l'ancien premier ministre Ahmed Tidiane Souaré (58 ans), dernier chef de gouvernement sous le régime du président décédé Lansana Conté (1984-2008), a été arrêté dans la soirée à son domicile ainsi que deux anciens ministres des Mines, Ousmane Sylla et Louncény Nabé. Ils ont été placés en détention dans une garnison de gendarmerie, mais les raisons officielles de leurs arrestations ne sont pas encore pas connues. Depuis le putsch du 23 décembre, la junte a fait procéder à de nombreuses arrestations de personnalités : des militaires proches de Lansana Conté, de hauts responsables de la police et le fils aîné du président défunt accusé de trafic de drogue.

### Mai 2009

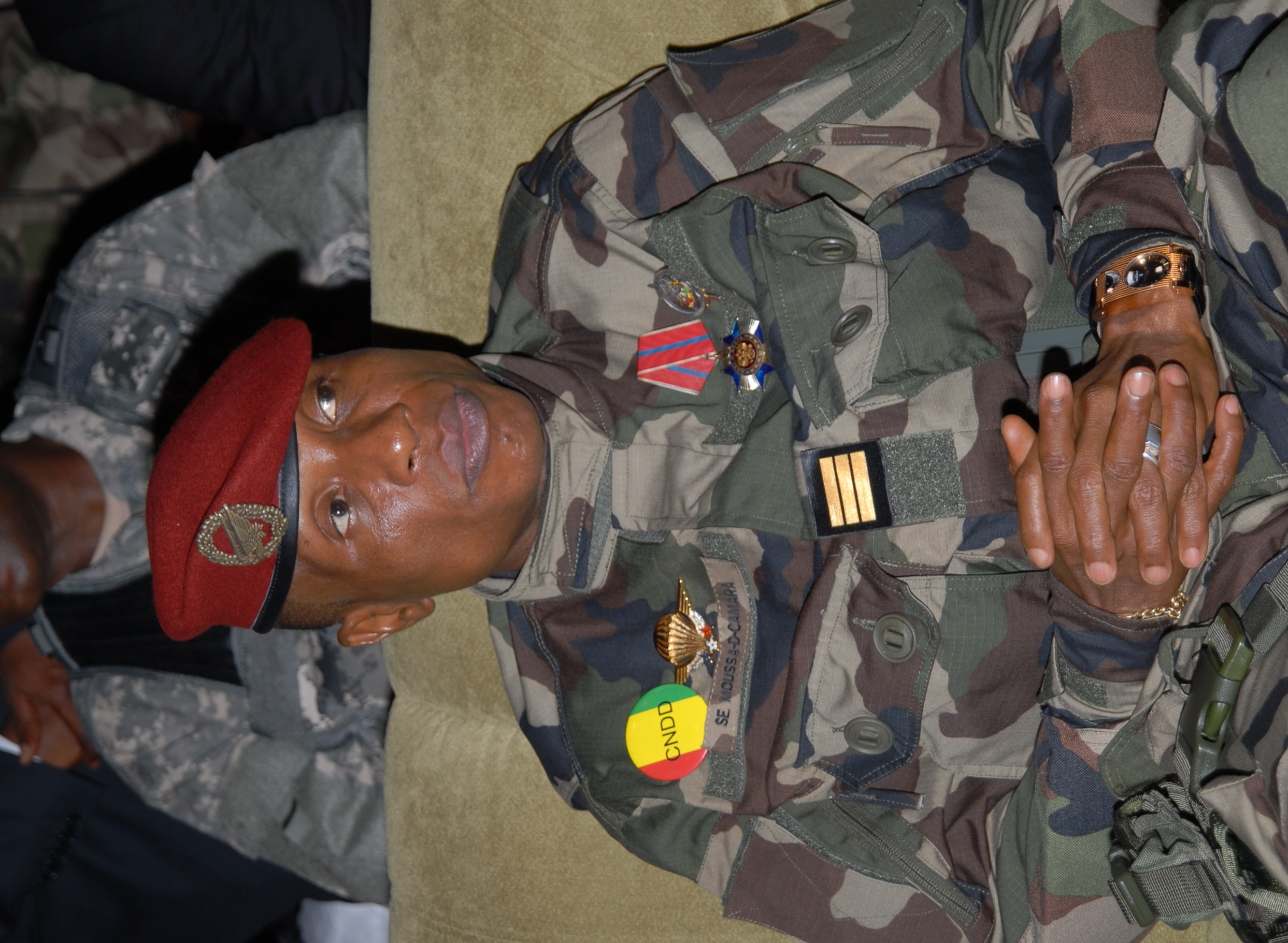
Moussa Dadis Camara
(août 2009)

- Dimanche 10 mai 2009 : Le chef de la junte au pouvoir, le capitaine Moussa Dadis Camara, confirme la non participation des membres de son équipe aux élections générales prévues en fin d'année.

### Juin 2009
- Vendredi 19 juin 2009 : le groupe local de contact sur la Guinée (GLC-G), composé de représentants de la communauté internationale, dénonce la « détérioration de la situation sécuritaire et les atteintes aux droits de l’Homme », près de six mois après le putsch, déplorant « des arrestations et détentions arbitraires, des entraves aux libertés d’expression et de réunion caractérisées par l’interdiction d’accès des partis politiques aux médias d’État ». Le GLC-G constate que le Conseil national de transition n'a toujours pas été installé, et appelle les autorités à respecter leurs engagements pour l'organisation d'élections législatives en octobre, puis d'un scrutin présidentiel en décembre. Il constate par ailleurs « la dégradation de la situation économique et financière et le harcèlement des entreprises privées »[1].

### Juillet 2009
- Lundi 13 juillet 2009 : le Conseil de paix et de sécurité de l'Union africaine, a estimé que la junte en Guinée ne faisait pas assez de progrès pour le retour à l'ordre constitutionnel et les élections prévues avant la fin de l'année. Le CPS « exprime sa grave préoccupation devant le manque de progrès significatifs dans la transition vers le rétablissement de l’ordre constitutionnel et la tenue des élections législatives et présidentielle en 2009, comme prévu dans le chronogramme » mis en place par les militaires qui ont pris le pouvoir après le décès du président Lansana Conté fin 2008. L'UA menace de sanctions le régime du capitaine Moussa Dadis Camara si les autorités guinéennes ne prennent « pas rapidement […] les mesures nécessaires pour le retour à l’ordre constitutionnel ». Le CPS reproche à la junte « l’absence d’un dialogue politique continu, serein et productif entre les différents acteurs de la transition, ce qui constitue un obstacle au retour du pays à l’ordre constitutionnel au plus tard à la fin de l’année 2009, la non mise en place du Conseil national de transition (CNT) »[2].

- Lundi 27 juillet 2009 : les ministres des Affaires étrangères de l'Union européenne décident de placer la Guinée sous surveillance pendant deux ans et de maintenir le gel de son aide au développement en attendant un retour à l'État de droit après le coup d'État de décembre : « L'UE a jugé globalement encourageants les engagements pris par les autorités guinéennes, mais elle demeure préoccupée par la lenteur de la mise en œuvre de la feuille de route », qui prévoit notamment des élections présidentielle en décembre et législatives en octobre. L'argent du Fonds européen de développement ne sera débloqué qu'après publication du fichier électoral, du décret convoquant les élections et après lancement de la campagne électorale. L'aide humanitaire n'a en revanche pas été suspendue[3].

### Août 2009
- Jeudi 27 août 2009 : de jeunes manifestants — du tout nouveau « Mouvement Dadis doit partir » — demandent au chef de la junte, le capitaine Moussa Dadis Camara, de quitter le pouvoir immédiatement après la présidentielle de janvier. De violents affrontements ont eu lieu avec les forces de l'ordre dans plusieurs quartiers de la banlieue de Conakry. Les manifestants ont érigé des barricades, brûlé des pneus et jeté des pierres sur les policiers et gendarmes. Une dizaine de manifestants ont été arrêtés et deux autres ont été blessés. Un journaliste de la télévision nationale a aussi été arrêté[4].

### Septembre 2009
- Lundi 28 septembre 2009 : grand rassemblement de plusieurs milliers de manifestants d'opposition, à Conakry, contre le chef de la junte Moussa Dadis Camara et son éventuelle candidature à la prochaine présidentielle. Les forces de l'ordre dispersent violemment les opposants à l'aide de matraques et de grenades lacrymogènes, tuant au moins 87 personnes et en blessant des dizaines d'autres. De nombreuses personnes ont été arrêtées.

- Mardi 29 septembre 2009 :
  - Selon l'Organisation guinéenne de défense des droits de l'Homme, la répression de la grande manifestation de Conakry a fait au moins 157 morts et 1 253 blessés. De nombreux témoignages soulignent la violence des militaires qui ont écrasé dans le sang une manifestation pacifique de l'opposition dans un stade de Conakry : tirs dans la foule, femmes violées, opposants tabassés et nombreux actes de barbarie[5],[6].
  - La Commission de l'Union Africaine (UA) « condamne fermement les tirs indiscriminés contre des civils désarmés, qui ont fait des dizaines de morts et de nombreux blessés, cependant que d'autres violations graves des droits de l'homme étaient commises » la répression meurtrière d'hier et « exige la libération inconditionnelle et immédiate des personnes arrêtées, notamment les dirigeants des partis politiques et leurs sympathisants ».

- Mercredi 30 septembre 2009 : le capitaine Moussa Dadis Camara, chef de la junte, affirme « ne pas contrôler l'armée » et tente de minimiser sa responsabilité dans la sanglante répression de la manifestation, lundi à Conakry : « L'événement m'a débordé. Cette armée, je ne contrôle pas toutes ses activités […] Dire que je contrôle cette armée, ce serait de la démagogie ».

### Octobre 2009
- Lundi 5 octobre 2009 : le chef de la junte Moussa Dadis Camara, irrité par les récentes déclarations du ministre français des Affaires étrangères, Bernard Kouchner, affirme que la Guinée n'est « pas une sous-préfecture, pas un arrondissement de la France ni d'aucune puissance […] Kouchner n'est que le ministre des Affaires étrangères de la France. J'ai à dialoguer avec mon frère, le respecté président Sarkozy. Lorsque le président Sarkozy prend une position, ça peut me laisser à réfléchir, mais je n'ai pas besoin de répondre à un ministre des Affaires étrangères ».

- Mardi 6 octobre 2009 : le Forum des forces vives de Guinée — partis d'opposition, syndicats, organisations de la société civile — exige le « départ du chef de la junte », le capitaine Moussa Dadis Camara, comme préalable à toute discussion ainsi que « la dissolution du Conseil national pour la démocratie et le développement – junte – et la mise en place d'un organe de transition qui désignera un gouvernement d'union nationale […] la mise en état d'arrestation des responsables qui ont conduit les opérations au stade […] et qui sont nommément identifiés par plusieurs témoins et leur traduction en justice […]  la restitution de toutes les dépouilles mortelles à leurs familles […] la libération sans condition de toutes les personnes arrêtées [… et] personnes violées lors de ces évènements et encore en détention »[7].

- Mercredi 7 octobre 2009 : la secrétaire d'État américaine, Hillary Clinton déclare que les États-Unis étaient « horrifiés et scandalisés » par les violences en Guinée, en particulier les meurtres et les viols menés selon elle par les forces gouvernementales : « Nous avons été horrifiés et scandalisés par les violences récentes en Guinée. Les meurtres au hasard et les viols qui ont eu lieu sous le contrôle du gouvernement par les forces gouvernementales étaient une infâme violation des droits du peuple […] Il doit y avoir un effort pour conduire les meneurs et les auteurs des meurtres et des viols devant la justice très rapidement ». Selon l'Organisation guinéenne de défense des droits de l'homme, 157 personnes ont été tuées et 1 200 autres blessées le 28 septembre par les forces de sécurité venues disperser le rassemblement pacifique de l'opposition[8].

- Mercredi 14 octobre 2009 : le Commissaire européen chargé du développement et de l'aide humanitaire, Karel De Gucht, lors d'une conférence de presse au siège de l'Union africaine, déclare que Le leader du coup d'État doit rendre compte de ses actes devant un tribunal pour crime contre l'humanité, à la suite de la répression du 28 septembre à Conakry […] La répression du 28 septembre a été d'une brutalité jamais vue. On est véritablement confronté à un crime contre l'humanité. Et il y a une idée de principe que, partout, quand il se passe un crime contre l'humanité, ces crimes soient jugés […] La justice internationale doit aussi être universelle, sinon elle perd sa crédibilité[9].

- Vendredi  16 octobre 2009 : le secrétariat général de l'ONU de Ban Ki-moon annonce la création d'une commission internationale d'enquête sur les violences du 28 septembre.

- Mardi 27 octobre 2009 : les ministres des Affaires étrangères de l'Union européenne décrètent des sanctions ciblées à l'encontre des membres de la junte au pouvoir en Guinée et un embargo sur les armes. Une liste des personnes concernées par ces mesures, qui pourraient consister en des gels d'avoirs et des interdictions de visas pour l'UE, doit être publiée au Journal officiel de l'Union européenne[10].

### Novembre 2009
- Mardi 3 novembre 2009 : l'opposition guinéenne, des Nouvelles Forces démocratiques de Guinée (NFD), depuis Ouagadougou, a « catégoriquement rejeté » l'offre de « dialogue direct, franc et sincère » du capitaine Moussa Dadis Camara, chef de la junte au pouvoir depuis 10 mois à Conakry. Plusieurs responsables de l'opposition notamment les anciens premiers ministres Sidya Touré, Jean-Marie Doré, François Lonséni Fall ou encore Cellou Dalein Diallo étaient présents à cette rencontre[11].

- Jeudi 12 novembre 2009 : un fils de l'ancien président Lansana Conté (1984-2008), Moussa Conté, a été inculpé et écroué à Conakry, avec trois autres personnes pour « trafic de drogue ». Il avait été arrêté en août avec ses 3 associés[12]. Début février, son frère aîné Ousmane Conté, a été arrêté pour sa participation présumée au trafic de cocaïne dans le pays.

- Mercredi 25 novembre 2009 : les membres de la commission internationale d'enquête de l'ONU sur le massacre du 28 septembre sont arrivés ce soir à Conakry pour une mission de dix jours. Les trois commissaires, Mohamed Bedjaoui, Françoise Kayiramirwa et Pramila Patten ont été accueillis par le ministre de la Justice, le colonel Siba Lohalamou. Le Conseil de sécurité de l'ONU estime que cette commission doit « travailler de manière indépendante pour établir les faits et faire des recommandations sur les mesures à prendre pour déterminer les responsabilités »[13].

### Décembre 2009
- Jeudi 3 décembre 2009 :
  - Le capitaine Moussa Dadis Camara, chef de la junte au pouvoir déclare à la radio et la télévision d'État : « Les victimes et les témoins sont libres de se faire recevoir par la commission d'enquête de l'ONU ou de se présenter devant elle sur réquisition des commissaires » qui tentent de faire la lumière sur le massacre d'opposants perpétré le 28 septembre à Conakry, qui a fait 56 morts selon la junte, et « 150 à 200 » selon des ONG. Plusieurs organisations de défense des droits de l'homme avaient récemment assuré que de nombreux témoins pouvaient craindre pour leur vie s'ils témoignaient devant les commissaires[14].
  - Le capitaine Moussa Dadis Camara (45 ans), chef de la junte au pouvoir a fait l'objet d'une tentative de meurtre par son aide de camp, Aboubacar Sidiki Diakité dit « Toumba ». Ce dernier qui assurait auparavant la sécurité personnelle du chef de la junte, est sur la sellette depuis le massacre du 28 septembre, car il a été désigné par de nombreux témoins comme un meneur de la répression sanglante. Grièvement blessé, Moussa Dadis Camara a été « évacué au Maroc ». La tentative de meurtre s'est produite au « camp Koundara », dans le centre administratif de Conakry, où des habitants avaient fait état de « tirs nourris »  peu après 19 heures[15]. Les deux hommes étaient en conflit depuis le massacre, en septembre, d'au moins 157 civils au stade national de Conakry, imputé aux bérets rouges de ce corps d'élite par les organisations de défense des droits de l'Homme.

- Samedi 5 décembre 2009 : le n°2 de la junte militaire au pouvoir, Sékouba Konaté, vice-président et ministre de la Défense, est rentré à Conakry pendant la nuit par un vol en provenance du Liban. La chasse à l'homme pour retrouver l'aide de camp Aboubacar Sidiki Diakité dit « Toumba », se poursuit. Deux autres personnes ont été tuées dans la confrontation, dont le chauffeur du chef de la junte et son garde du corps tué à coups de machette[16]. Les militaires ont annoncé, qu'une « forte récompense » est offerte à toute personne qui permettrait d'arrêter l'aide de camp qui a tenté d'assassiner le capitaine Moussa Dadis Camara.

- Dimanche 6 décembre 2009 : la junte accuse une faction militaire de « tentative de coup d'État », en tentant d'assassiner le capitaine Moussa Dadis Camara.  L'aide de camp du chef de la junte, Aboubacar Sidiki Diakité, est accusé d'avoir tendu « un piège » au chef de la junte, en le faisant venir au camp militaire Koundara, dans le but de le tuer et de « prendre le pouvoir ». Le chef de la junte est toujours hospitalisé au Maroc, après avoir été opéré  d'un « traumatisme crânien », mais son état de santé n'inspire « pas d'inquiétude », selon les services de santé des Forces armées royales marocaines. Le ministre de la Défense, Sékouba Konaté, n°3 de la junte, assure désormais la « coordination » par intérim des activités de la junte et du gouvernement[17].

- Lundi 7 décembre 2009 : une bande de militaires « bérets rouges », « conduits par le capitaine Claude Pivi », alias Coplan, ont de nouveau semé la terreur, dans le quartier populaire et frondeur de Cosa (banlieue de Conakry), surtout habité par des Peuls. Ils ont pourchassé et « fusillé un marabout » puis arrêté plusieurs personnes, dont « l'imam de la grande mosquée de Cosa », une personne âgée. Le capitaine Pivi est le ministre de la Sécurité présidentielle de la junte qui a pris le pouvoir le 23 décembre 2008[18],[19].

- Mardi 8 décembre 2009 : le ministre chargé de Communication à la présidence, Idrissa Chérif, accuse le chef de la diplomatie française et des « services français » d'avoir voulu « préparer un coup d'État » en Guinée : « Il y a trois jours de cela, le ministre français des Affaires étrangères Bernard Kouchner a reçu [l'opposant] Alpha Condé […] Ensemble, ils ont appelé [le président de la Commission de la Communauté économique des États d'Afrique de l'Ouest, Mohamed Ibn] Chambas pour lui demander de faire des déclarations et essayer de prendre des contacts avec l'intérieur de la Guinée, afin de pouvoir préparer un coup d'État pour renverser le régime, en l'absence du chef de l'État »[20] « Ce n'est pas seulement un attentat qui a été préparé, mais un coup d'État, et un pays colonisateur de la Guinée a été nommément cité par ceux qui ont été pris. Ils ont dit qu'ils avaient été encouragés par certains services de nos colonisateurs […] Ce sont des services français »[21].

- Jeudi 10 décembre 2009 : la Fédération internationale des ligues des droits de l'Homme (FIDH) et l'Organisation guinéenne des droits de l'Homme (OGDH) dénoncent « les arrestations arbitraires qui auraient lieu depuis quelques jours à Conakry » et s'inquiètent des « risques de tortures et d'exécutions sommaires pour les personnes arrêtées », indiquant que « depuis la tentative d'assassinat de Dadis Camara, les éléments des Bérets rouges, de la gendarmerie et des autres services spéciaux mènent des expéditions punitives dans différents quartiers de la capitale »[22].

- Dimanche 13 décembre 2009 : des diplomates africains, européens et américains se sont retrouvés à Ouagadougou pour discuter de la situation guinéenne. La Communauté économique des Etats d'Afrique de l'Ouest (CEDEAO) appelle à l'envoi de troupes étrangères pour protéger la population contre de nouvelles violences.

- Lundi 14 décembre 2009 : la junte militaire au pouvoir rejette l'idée évoquée par la Communauté économique des Etats d'Afrique de l'Ouest (CEDEAO) d'envoyer des troupes étrangères pour protéger la population contre de nouvelles violences, après la tentative d'assassinat du chef de la junte. Selon le colonel Moussa Keita, fidèle du chef de la junte, un éventuel déploiement de ce type serait considéré comme un acte de guerre. Le chef de la junte, le capitaine Moussa "Dadis" Camara, atteint d'une balle dans la tête, est en convalescence au Maroc[23].

- Jeudi 17 décembre 2009 : selon un rapport de Human Rights Watch, le massacre et les viols perpétrés le 28 septembre à Conakry par les forces de sécurité « constituent vraisemblablement des crimes contre l’humanité », estimant que le bilan du massacre va de 150 à 200 personnes tuées et plusieurs dizaines de femmes ont été violées : « Les preuves réunies par HRW laissent supposer que les meurtres, les viols et les autres abus commis par les forces de sécurité le 28 septembre et après cette date constituent un crime contre l'humanité. L'échelle et le niveau d'organisation de ces crimes laissent fortement penser que les attaques étaient généralisées et systématiques »[24].

- Lundi 21 décembre 2009 : la commission de l'ONU sur les événements de Guinée juge que les massacres et autres violences perpétrés le 28 septembre et les jours suivants à Conakry, la capitale, relèvent du crime contre l'humanité. Le rapport fait état de tirs en rafale sans sommation sur une manifestation politique pacifique réunie dans un stade; de civils encerclés par l'armée et tués sur place à l'arme automatique, au poignard, à la baïonnette, tabassés à mort à coups de planches à clous; et de femmes violées par dizaines et atrocement mutilées, d'autres enlevées pour servir d'« esclaves sexuelles » dans les camps de l'armée et les villas des officiers.

- Mardi 29 décembre 2009 : le président par intérim, le général Sékouba Konaté, rend visite au Maroc au chef de la junte, le capitaine Moussa Dadis Camara, hospitalisé à Rabat depuis plus de trois semaines, après avoir été blessé à la tête par son aide de camp, Aboubacar Sidiki Diakité dit « Toumba », qui a ouvert le feu sur lui dans un camp militaire. Opéré d'un grave traumatisme crânien, le chef de junte serait en fait, dans « un état assez déplorable ». Le général confie qu'« on ne peut rien tirer de Dadis », après avoir constaté que « Dadis n'était pas conscient de ce qui passait dans son entourage » et qu'il n'y avait « plus rien à faire pour lui »[25].